# Mimudea monospila
Mimudea monospila là một loài bướm đêm trong họ Crambidae.